# Karl-Erik Nilsson
Karl-Erik Nilsson (n. 4 ianuarie 1922, Comuna Eslöv, Malmöhus⁠(d), Suedia – d. 14 decembrie 2017, Malmö, Comitatul Scania, Suedia) a fost un pompier ce a reprezentat Suedia, medaliat olimpic. A participat la 3 ediții ale Jocurilor Olimpice (1948, 1952, 1956) în care a câștigat o medalie de bronz.